# Rally Isle of Man

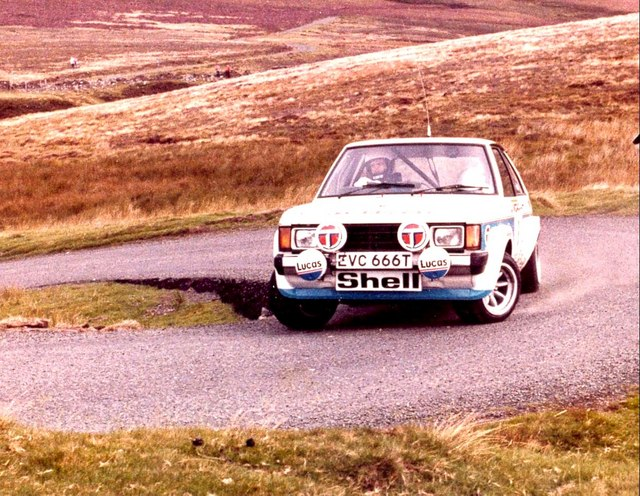
Rajd Manx International 1979

Rally Isle of Man – rajd samochodowy odbywający się na Wyspie Man w Wielkiej Brytanii. Wcześniej znany jako Rajd Manx International. Pierwsza edycja odbyła się w roku 1963, w latach 1982-1996 był jedną z eliminacji mistrzostw Europy, następnie zaliczany był do Rajdowych Mistrzostw Wielkiej Brytanii.

## Zwycięzcy rajdu[1]
| Rok  | Rajd                                        | kierowca         | Pilot            | Samochód                    | Seria    |
| ---- | ------------------------------------------- | ---------------- | ---------------- | --------------------------- | -------- |
| 1963 | 1.                                          | Reg McBride      | Don Barrow       | Allardette                  |          |
| 1964 | 2.                                          | Dave Friswell    | Keith Binns      | Mini Cooper S               |          |
| 1965 | 3.                                          | Tony Fall        | Dave Fawcett     | Mini Cooper S               |          |
| 1966 | 4.                                          | Dennis Easthorpe | Dennis Craine    | Ford Cortina GT             |          |
| 1967 | 5.                                          | Norman Harvey    | Terry Vaux       | Mini Cooper S               |          |
| 1968 | 6.                                          | John Huyton      | Bob Corrin       | Ford Cortina GT             |          |
| 1969 | 7.                                          | Colin Malkin     | John Davenport   | Hillman Imp                 |          |
| 1970 | 8.                                          | Chris Slater     | John Davenport   | Ford Escort TC              |          |
| 1971 | 9.                                          | Roger Clark      | Henry Liddon     | Ford Escort RS1600          |          |
| 1972 | 10.                                         | Roger Clark      | Jim Porter       | Ford Escort RS1600          |          |
| 1973 | 11.                                         | Adrian Boyd      | John Davenport   | Ford Escort RS1600          |          |
| 1974 | 12.                                         | Cahal Curley     | Austin Frazer    | Porsche                     |          |
| 1975 | 13.                                         | Roger Clark      | Jim Porter       | Ford Escort RS1800          |          |
| 1976 | 14.                                         | Ari Vatanen      | Peter Bryant     | Ford Escort RS1800          |          |
| 1977 | 15.                                         | Pentti Airikkala | Risto Virtanen   | Vauxhall Chevette HSR       |          |
| 1978 | 16.                                         | Tony Pond        | Fred Gallagher   | Triumph TR7                 |          |
| 1979 | 17.                                         | Russell Brookes  | Paul White       | Ford Escort RS1800          |          |
| 1980 | 18.                                         | Tony Pond        | Fred Gallagher   | Triumph TR7                 |          |
| 1981 | 19.                                         | Tony Pond        | Mike Nicholson   | Vauxhall Chevette HSR       |          |
| 1982 | 20th Rothmans Manx International Rally      | Jimmy McRae      | Ian Grindrod     | Opel Ascona 400             | ERC      |
| 1983 | 21st Rothmans Manx International Rally      | Henri Toivonen   | Fred Gallagher   | Opel Manta 400              | ERC      |
| 1984 | 22nd Rothmans Manx International Rally      | Jimmy McRae      | Mike Nicholson   | Opel Manta 400              | ERC      |
| 1985 | 23rd Tudor Webasto Manx International Rally | Russell Brookes  | Mike Broad       | Opel Manta 400              | ERC      |
| 1986 | 24th Tudor Webasto Manx International Rally | Tony Pond        | Rob Arthur       | MG Metro 6R4                | ERC      |
| 1987 | 25th Tudor Webasto Manx International Rally | Jimmy McRae      | Ian Grindrod     | Ford Sierra RS Cosworth     | ERC      |
| 1988 | 26th Tudor Webasto Manx International Rally | Patrick Snijers  | Dany Colebunders | BMW M3                      | ERC      |
| 1989 | 27th Tudor Webasto Manx International Rally | Russell Brookes  | Neil Wilson      | Ford Sierra RS Cosworth     | ERC      |
| 1990 | 28th Manx International Rally               | Russell Brookes  | Neil Wilson      | Ford Sierra RS Cosworth     | ERC      |
| 1991 | 29th Manx International Rally               | Colin McRae      | Derek Ringer     | Subaru Legacy RS            | ERC      |
| 1992 | 30th Manx International Rally               | Colin McRae      | Derek Ringer     | Subaru Legacy RS            | ERC      |
| 1993 | 31st Manx International Rally               | Richard Burns    | Robert Reid      | Subaru Legacy RS            | ERC      |
| 1994 | 32nd Manx International Rally               | Malcolm Wilson   | Bryan Thomas     | Ford Escort RS Cosworth     | ERC      |
| 1995 | 33rd Manx International Rally               | Frank Meagher    | Michael Maher    | Ford Escort RS Cosworth     | ERC      |
| 1996 | 34th Manx International Rally               | Armin Schwarz    | Denis Giraudet   | Toyota Celica GT-Four ST205 | ERC      |
| 1997 | 35th Manx International Rally               | Martin Rowe      | Nicky Beech      | Renault Mégane Maxi         |          |
| 1998 | 36th Sony Manx International Rally          | Martin Rowe      | Derek Ringer     | Renault Mégane Maxi         |          |
| 1999 | 37th Sony Manx International Rally          | Martin Rowe      | Derek Ringer     | Renault Mégane Maxi         |          |
| 2000 | 38th Manx International Rally               | Mark Higgins     | Bryan Thomas     | Vauxhall Astra Kit Car      |          |
| 2001 | Odwołano                                    | Odwołano         | Odwołano         | Odwołano                    | Odwołano |
| 2002 | 39th Manx International Rally               | Mark Higgins     | Craig Thorley    | Toyota Corolla WRC          |          |
| 2003 | 40th Manx International Rally               | Jonny Milner     | Nicky Beech      | Toyota Corolla WRC          |          |
| 2004 | 41st Gibbs Aquada Manx International Rally  | Jonny Milner     | Nicky Beech      | Subaru Impreza WRC          |          |
| 2005 | 2nd Manx International Rally                | Mark Higgins     | Bryan Thomas     | Ford Focus RS WRC 02        |          |
| 2006 | 43rd Rally Isle of Man                      | Eugene Donnelly  | Paul Kiely       | Toyota Corolla WRC          |          |
| 2007 | 44th Rally Isle of Man                      | Eugene Donnelly  | Paul Kiely       | Subaru Impreza WRC          |          |
| 2008 | 45th Rally Isle of Man                      | Mark Higgins     | Rory Kennedy     | Subaru Impreza WRX STI      |          |
| 2009 | 46th Rally Isle of Man                      | Mark Higgins     | Bryan Thomas     | Subaru Impreza WRX STI      |          |
| 2010 | 47th Rally Isle of Man                      | Keith Cronin     | Barry McNulty    | Subaru Impreza WRX STI      |          |
| 2011 | Odwołano                                    | Odwołano         | Odwołano         | Odwołano                    | Odwołano |
| 2012 | 48th Rally Isle of Man                      | Steven Quine     | Richard Skinner  | Mitsubishi Lancer Evo VI    |          |
| 2013 | 49th Rally Isle of Man                      | Arron Newby      | Rob Fagg         | Subaru Impreza N11          |          |
| 2014 | 50th Rally Isle of Man                      | Arron Newby      | Rob Fagg         | Subaru Impreza N11          |          |
| 2015 | Rally Isle of Man 2015                      | Steve Colley     | Andrew Cowley    | Mitsubishi Lancer Evo IX    |          |
| 2016 | Rally Isle of Man 2016                      | Elfyn Evans      | Craig Parry      | Ford Fiesta R5              |          |
| 2017 | 138.com Isle of Man Rally 2017              | Keith Cronin     | Mikie Galvin     | Ford Fiesta R5              |          |
| 2018 | 138.com Rally Isle of Man 2018              | Odwołano         | Odwołano         | Odwołano                    | Odwołano |
| 2020 | Isle of Man International Rally 2020        | Odwołano         | Odwołano         | Odwołano                    | Odwołano |